# Catherine Bell
Catherine Bell, přech. Catherine Bellová (* 14. srpna 1968 Londýn) je americká televizní herečka, známá především díky ztvárnění role Sarah MacKenzieové v seriálu JAG (1997–2005), Denise Sherwoodové v seriálu Army Wives (2007–2013) a Cassandry Nightingale ve filmech a seriálu The Good Witch, ve kterých vystupovala v letexh 2008.až 2021

## Život a kariéra

### Dětství a mládí
Narodila se v Londýně do rodiny íránské zdravotní sestry Miny Gharagozlo a britského architekta skotského původu Petera Bella. Po rozvodu rodičů ve věku dvou let žila s matkou krátce v Íránu, kde její dědeček pracoval na ministerstvu financí. Ve věku tří let se přestěhovala do Spojených států.
Vyrůstala v Los Angeles, kam se přestěhovali i její příbuzní. Díky tomu mluví plynně anglicky i persky. Ve věku 12 let získala americké občanství. Ve věku 19 let jí byla diagnostikována rakovina štítné žlázy. Při následné léčbě jí byla štítná žláza vyoperována, a proto užívá hormony nahrazující její funkci.

### Kariéra
Studovala biomedicínské inženýrství na Kalifornské univerzitě. Při studiu se začala věnovat modelingu a po nějaké době studia opustila. Přijala nabídku na práci modelky na čtyři měsíce v Japonsku. Po návratu se rozhodla věnovat herectví. Navštěvovala kurzy pořádané v Beverly Hills Playhouse. V tomto období se živila mimo jiné i jako masérka a hrála v několika reklamách. Její první televizní role byla v sitcomu Sugar and Spice..
První filmovou rolí byla v roce 1992 dublérka Isabelly Rosselliniové ve filmu Smrt jí sluší. Následovaly občasné epizodní role v televizních seriálech a role ve filmu Švéd. V roce 1995 získala roli Diane Shonke v poslední epizodě první sezóny seriálu JAG. Když se seriál přesunul na stanici CBS a producent se rozhodl pro novou hlavní ženskou postavu, rozhodla se tuto roli získat a napsala dopis v němž popsala, proč by se tak mělo stát..
Roli majorky, později podplukovnice Sarah „Mac“ MacKenzieové získala, díky čemuž přišly i další role ve filmech Útok na ponorku, Katastrofy, Božský Bruce i epizodní role v jiných seriálech.
Po skončení seriálu JAG jí byla nabídnuta role Denise Sherwood, manželky majora, později podplukovníka a nakonec plukovníka americké armády v seriálu Army Wives, který se vysílal sedm let. V roce 2008 natočila film Hodná čarodějka pro stanici Hallmark Channel, na kterém se podílela také jako výkonná producentka. Na něj v následujících letech navázalo dalších šest filmů a po ukončení natáčení Army Wives byl formát změněn na seriál o 10 až 12 epizodách za rok, který na filmy s časovým odstupem navazuje.

### Osobní život
Po dvouletém vztahu s asistentem režie Adamem Beasonem se za něj dne 8. května 1994 provdala. Spolu mají dvě děti, dceru Gemmu (nar. 16. dubna 2003 v Los Angeles) a syna Ronana (nar. 21. srpna 2010 v Charlestonu), jenž se narodil v Jižní Karolíně, kam se herečka přestěhovala kvůli natáčení seriálu Army Wives. Dne 15. října 2011 oznámila rozchod s manželem a následně i rozvod.
Ráda jezdí na motorkách a v rychlých autech, sportuje, věnuje se kickboxu, vyšívání, lyžování a staví modely aut. Navštěvovala pilotní kurzy na jednomotorové letadlo a o několik let později na i vrtulník.
V roce 2012 se přestěhovala zpět do Los Angeles se svojí přítelkyní fotografkou a aranžérkou Brooke Daniells, i když svůj vztah zatím nepotvrdily.. V současnosti žije v Clearwater Beach na Floridě.

### Scientologie
Byla vychována jako římská katolička a navštěvovala katolickou dívčí střední školu Our Lady of Corvallis High School v Los Angeles. Při studiu herectví se seznámila se scientologií, ke které následně i s manželem konvertovala. V roce 2002 dosáhla stavu Clear a následně navštěvovala vyšší kurzy. V době jejího účinkování v serilu JAG se účastnila mnoha veřejných akcí pořádaných církví v Los Angeles. Nyní je i přes svůj vztah nejspíše stále členkou a propaguje podřízené organizace jako Narconon a The Way to Happines.

## Filmografie
| Rok       | Název                                     | Role                              | Poznámka                                     |
| --------- | ----------------------------------------- | --------------------------------- | -------------------------------------------- |
| 1991      | True Colors                               | Donna                             | díl: „Brotherly Love“                        |
| 1992      | Smrt jí sluší                             | Nahé tělo Isabelly Rossellini     |                                              |
| 1993      | Matka nevěsty                             | Chastity                          |                                              |
| 1994      | Snílek                                    | Kay Meadows                       | díl: „Those Who Can't, Edit“                 |
| 1994      | Švéd                                      | Grace Lashield                    |                                              |
| 1995      | The Naked Truth                           |                                   | díl: „Comet Nails Star and Vice Versa!“      |
| 1995      | Přátelé                                   | Robin                             | díl: „Alergická reakce“                      |
| 1995      | Lebkouni IV: Tělo a duše                  | policistka                        |                                              |
| 1995      | Vanishing Son                             |                                   | 2 díly                                       |
| 1996      | Horká linka                               | Cat                               | díl: „The Brunch Club“                       |
| 1996–2005 | JAG                                       | Maj./Pplk. Sarah MacKenzieová     | hlavní role, 205 dílů                        |
| 1997      | Útok na ponorku                           | Lisa Stark                        |                                              |
| 1997      | Herkules                                  | Cynea                             | díl: „The Lady and the Dragon“               |
| 1998      | Taxík do Kanady                           | Sandy                             |                                              |
| 1998      | Neviditelný útočník                       | Lisa                              |                                              |
| 1998–1999 | Sin City Spectacular                      |                                   | díl 1.10 a 1.16                              |
| 1999      | Katastrofy                                | Elizabeth Winternová              |                                              |
| 2003      | Božský Bruce                              | Susan Ortega                      |                                              |
| 2005      | Záhada Bermudského trojúhelníku           | Emily Pattersonová                |                                              |
| 2005      | Babak and Friends: A First Norooz         | Layla                             | anglický dabing                              |
| 2006      | Zákon a pořádek: Útvar pro zvláštní oběti | Naomi Cheales                     | díl: „Láska“                                 |
| 2006      | Company Town                              | Maggie Shaunessy                  | nevysílaný pilot                             |
| 2006      | Threshold                                 | Dr. Daphne Larson                 | díl: „Outbreak“                              |
| 2007–2013 | Army Wives                                | Denise Sherwood                   | hlavní role, 117 dílů                        |
| 2007      | Božský Evan                               | Susan Ortega                      |                                              |
| 2007      | Still Small Voices                        | Michael Summer                    |                                              |
| 2008      | Dobrá čarodějka                           | Cassandra Nightingaleová          | TV film, také výkonná producentka            |
| 2009      | Zahrada hodné čarodějky                   | Cassandra "Cassie" Nightingaleová | TV film, také výkonná producentka            |
| 2010      | The Good Witch's Gift                     | Cassandra "Cassie" Nightingaleová | TV film, také výkonná producentka            |
| 2011      | Na stopě vrahovi                          | zvláštní agentka FBI Ana Grayová  |                                              |
| 2011      | Pravá tvář                                | Abby Collins                      |                                              |
| 2011      | Hodná a zlá čarodějka                     | Cassandra "Cassie" Nightingaleová | TV film, také výkonná producentka            |
| 2012      | The Good Witch's Charm                    | Cassandra "Cassie" Nightingaleová | TV film, také výkonná producentka            |
| 2013      | The Good Witch's Destiny                  | Cassandra "Cassie" Nightingaleová | TV film, také výkonná producentka            |
| 2013      | King a Maxwellová                         | Joan Dillingerová                 | díl 1.05 a 1.10                              |
| 2014      | The Good Witch's Wonder                   | Cassandra "Cassie" Nightingaleová | TV film, také výkonná producentka            |
| 2014      | Los Angeles, RIGHT NOW                    | manažerka stanice K-PUB           | díl: „The Bully“                             |
| 2015      | The Bandit Hound                          | Joanne                            |                                              |
| 2015–2021 | Dobrá čarodějka                           | Cassandra "Cassie" Nightingaleová | TV film, také výkonná producentka            |
| 2016      | Reparát                                   | Dawn Difazio                      | TV film (Netflix)                            |
| 2017      | Home for Christmas Day                    | Jane McKendrick                   | TV film (Hallmark), také výkonná producentka |
| 2017      | Christmas in the Air                      | Lydia                             | TV film (Hallmark)                           |
| 2017      | High-Rise Rescue                          | Beth Davis                        |                                              |
| 2018      | Snové léto                                | Jessica                           | TV film (Hallmark)                           |
| 2019      | NCIS: Los Angeles                         | Sarah MacKenzieová                | díly: „False Flag“ a „Let Fate Decide“       |
| 2020      | Meet Me at Christmas                      | Joan                              | TV film (Hallmark)                           |
| 2022      | Jailbreak Lovers                          | Toby Young                        | TV film (Lifetime)                           |
| 2023      | Christmas on Cherry Lane                  | Regina                            | TV film (Hallmark)                           |
| 2024      | Happy Holidays From Cherry Lane           | Regina                            | TV film (Hallmark)                           |